# 제3차 워싱턴 회담

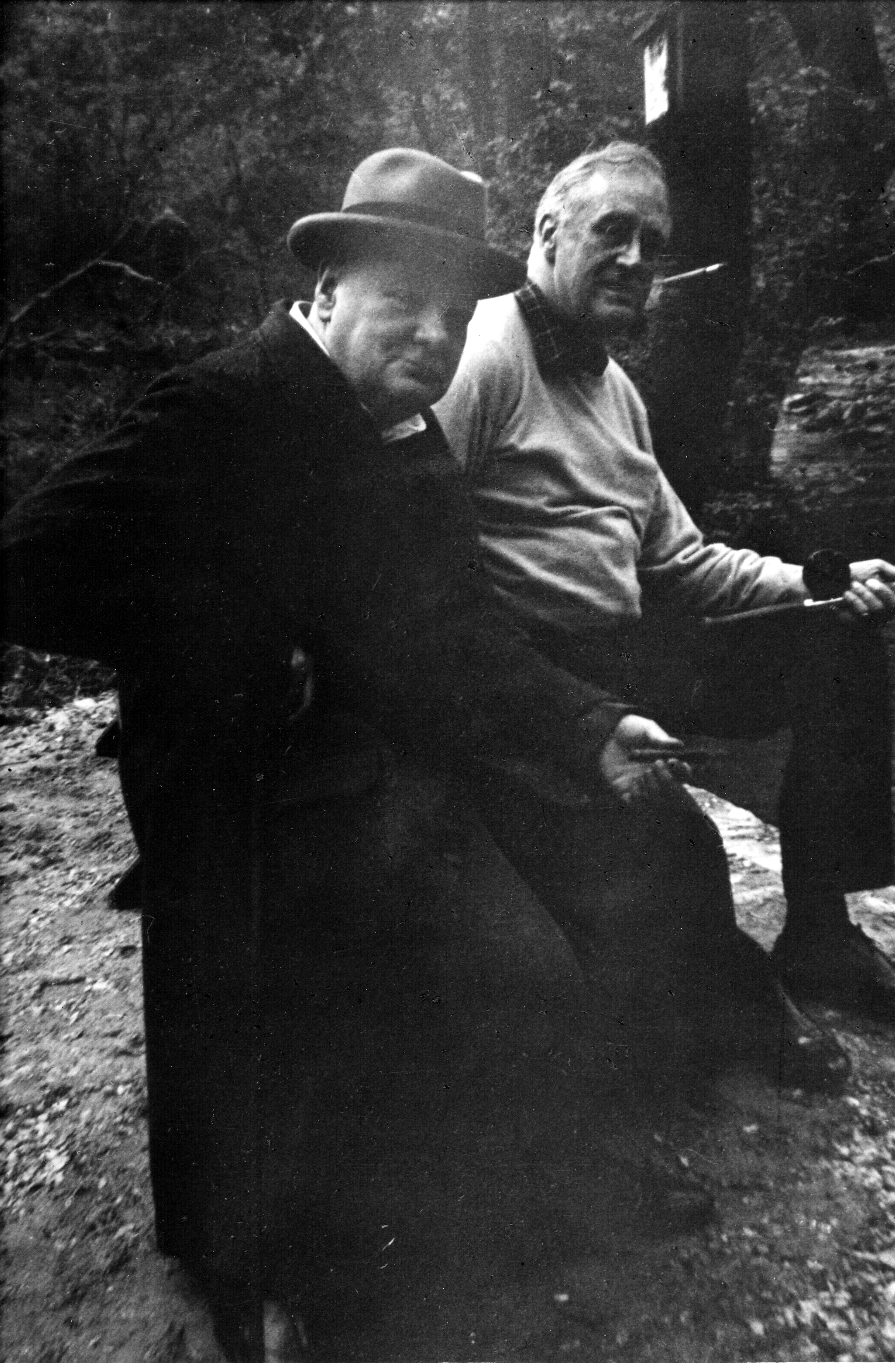
1943년 5월 워싱턴 회담 논의 중 샹그릴라에서 낚시하는 프랭클린 D. 루스벨트 대통령과 윈스턴 처칠 총리.

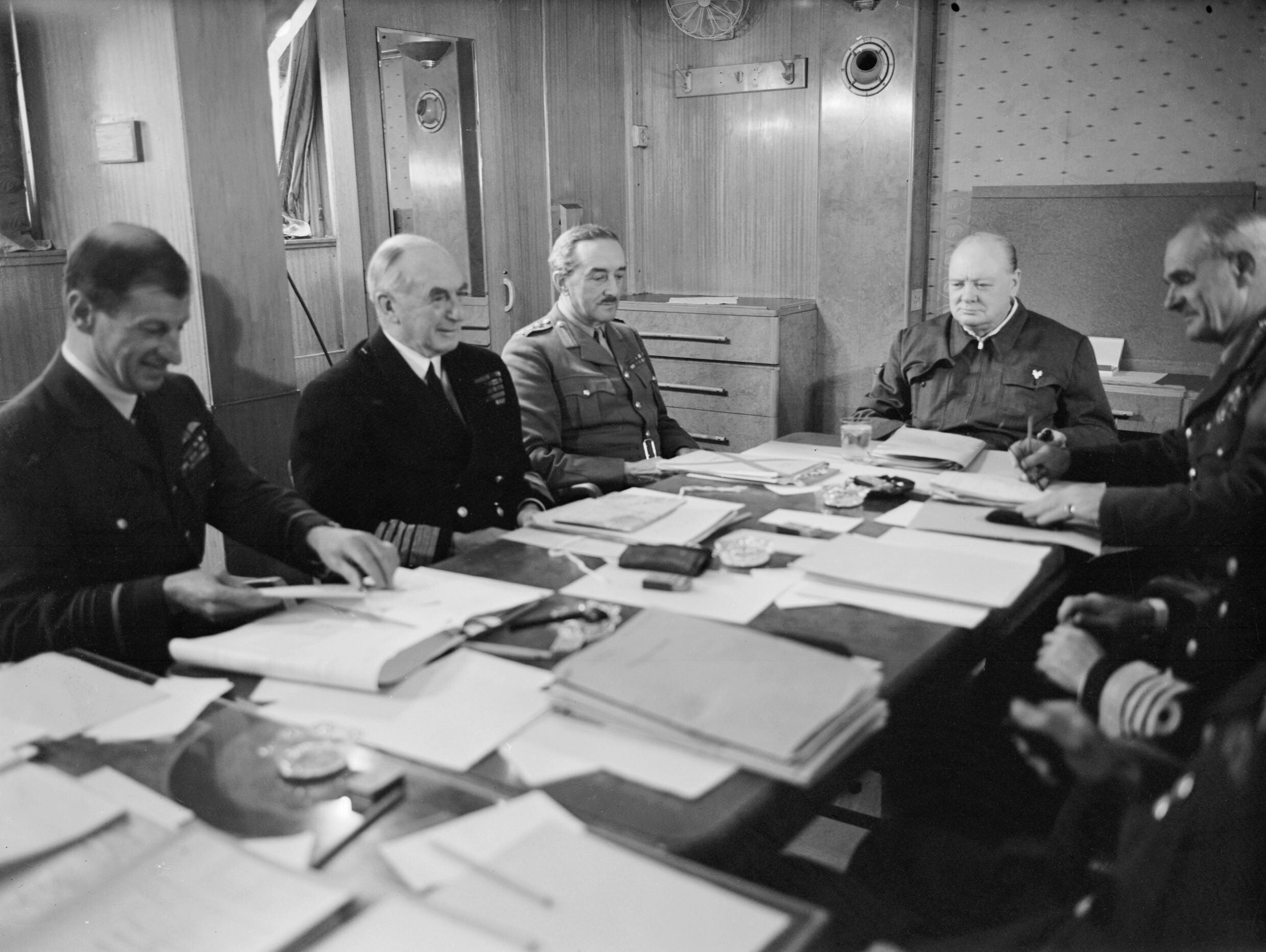
1943년 5월 SS 퀸 메리호에 탑승하여 미국으로 향하는 윈스턴 처칠과 참모진들

제3차 워싱턴 회담(암호명 트라이던트)는 1943년 5월 12일부터 5월 25일까지 워싱턴 D.C.에서 열렸다. 영국과 미국 정부 수장들 간의 제2차 세계 대전 전략적 회의였다. 20세기 세 번째 회담(1941년, 1942년, 1943년)이었지만, 미국이 제2차 세계 대전에 참전한 이후로는 두 번째 회담이었다. 대표단은 각각 윈스턴 처칠과 프랭클린 D. 루스벨트가 이끌었다.
연합군의 시칠리아 침공 계획, 군사력의 범위, 노르망디 침공 날짜, 그리고 태평양 전쟁의 진척 상황이 논의되었다.

## 회담
처칠과 루스벨트는 이틀마다 백악관에서 만났고, 영국과 미국 군사 지도자들은 연방준비제도 이사회 건물 총재실에서 거의 매일 만났다.

## 논의 주제 및 합의 사항
처칠은 아이디어를 제시하며 논의를 시작했고, 이는 양국 간에 개방적으로 논의되었다. 주요 논의 주제는 이탈리아 전역, 사용될 군사력의 양, 노르망디 상륙, 그리고 태평양 전쟁에서 중국을 돕는 방법이었다. 처칠은 작전의 범위와 우선순위가 상호 합의로 해결될 수 있다고 생각했고, 모든 문제에 대한 합의가 이루어졌다.

### 이탈리아 전역
가장 먼저 논의된 주제는 이탈리아 전쟁이었다. 처칠은 미국 지도자들을 설득하여 연합군의 시칠리아 침공을 지지하게 만들었다. 그는 이탈리아에서의 전투가 독일군을 동부 전선에서 분산시켜 러시아에게 숨 쉴 공간을 줄 것이라고 믿었다. 독일군이 많은 병력을 발칸반도로 보내야 할 것이기 때문이었다. 이는 러시아가 스탈린그라드에서 독일군과 격렬하게 교전함으로써 연합국이 러시아에 진 빚을 갚는 것이 될 것이다.
이탈리아를 전쟁에서 벗어나게 하는 것은 또한 연합국의 터키와의 관계에도 도움이 될 것이었다. 터키는 더 이상 지중해에서 이탈리아와 경쟁할 수 없었다. 처칠은 터키에게 미래 방어를 위한 기지 사용을 요청할 수 있다고 믿었다.

### 군사력의 범위
다음으로 논의된 목표는 연합군이 사용해야 할 군사력의 범위였다. 양국은 육군, 공군, 군수품을 포함하여 적에 대해 최대한의 군사력을 사용해야 한다고 합의했다. 카사블랑카 회담에서 처음 언급된 무조건 항복은 트라이던트 회담에서 다시 논의되었다. 트라이던트와 카사블랑카 모두 무조건 항복에 대한 견해 차이로 인해 경쟁적인 분위기였다. 루스벨트는 미국 육군 장군 드와이트 D. 아이젠하워와 영국 장군 헨리 메이틀랜드 윌슨의 무조건 항복에 대한 반대 견해에 끈질기게 맞섰다.
이러한 상반된 견해에도 불구하고, 많은 고려 끝에 연합국은 일본과의 전쟁을 계속하기로 합의했다. 그들은 독일이 1944년에 전쟁에서 벗어날 것이므로, 1945년에는 일본을 패배시키는 데 집중해야 한다고 믿었다. 최선의 해결책은 러시아를 일본과의 싸움에 참여시키는 것이었다. 스탈린이 일본 패배에 참여하는 데 관심을 표명했기 때문이었다.

### 노르망디 상륙
노르망디 상륙은 12개월 연기되어 1944년 5월로 정해졌다. 이는 미국과 영국이 병력을 증강하고, 더 많은 상륙정과 보급품을 생산하며, 그렇게 함으로써 공중과 해상의 완전한 지휘권을 확보할 수 있다고 추정했기 때문이었다. 그들은 큰 조수와 함께 어려운 해변, 큰 독일 방어선, 최적의 공격 시점, 그리고 관련 기상 조건을 논의했다.
연합국이 상륙을 연기하고 싶었던 주된 이유는 1943년 보급품 부족 때문이었다. 모든 영국 상륙정은 허스키 작전에 배치되었고, 전쟁에서 시클 작전의 우선순위가 높아 미국 사단은 하나만 이용 가능했다.

### 중국 지원
마지막으로, 미국과 영국은 태평양 전쟁에서 무엇을 할지 결정했다. 영국 육군 원수 웨이벌은 버마를 방문하여 연합군이 직면할 많은 장애물에 대비하는 데 도움을 주었다. 여기에는 다음이 포함되었다.
- 현대 무기 사용을 방해하는 빽빽한 정글
- 잠재적인 공격 시간을 제한하는 몬순
- 해군 지원을 위한 몇 안 되는 선택지

항공 지원 외에는 중국을 도울 대안이 거의 없었으므로 효율적인 계획이 필요했다. 양국은 버마에서의 지상 공격을 우회하고 대신 횃불 작전처럼 공습으로 기습 요소를 사용하는 것이 더 나을 것이라고 합의했다. 이탈리아 함대는 1944년 3월에 이 작전을 엄호할 예정이었다.

## 다른 결과
트라이던트 회담은 세계 지도권에서의 지배력 변화를 보여준다. 미국은 다른 나라들에 비해 영향력이 컸다. 미국의 주도권은 연합군 군사 자원의 두 배를 받았고, 영국은 여러 요구 사항에서 타협해야 했다. 특히, 미국 육군 참모총장 조지 마셜 장군은 이 변화를 이끌어냈고, 이전에 영국이 지배했던 전쟁 노력에서 미국의 역할을 증대시켰다.
그러나 시칠리아 이후의 행동은 여전히 미정인 상태였다. 처칠은 이탈리아 전역을 계속하기를 원했지만, 루스벨트는 그 작전이 다음 해로 계획된 프랑스 탈환 전략 계획을 지연시킬까봐 걱정했다. 맥스 헤이스팅스에 따르면, 앨런 브룩의 전략가로서의 명성은 트라이던트 회담에서 "상당히 손상"되었다. 그는 1945년 또는 1946년까지 대륙에서 주요 작전이 불가능할 것이라고 주장했기 때문이었다. 브룩의 일기에는 그가 "독일군을 분산시키고 러시아를 돕고, 그리하여 결국 해협을 건너는 작전이 가능한 상황을 만들어내기 위해 지중해에서 작전"을 원했지만, 처칠은 CCOS가 합의한 문서를 전적으로 부인(또는 반쯤 부인)했으며, 해리 홉킨스가 그가 제안한 수정안을 철회하도록 만들었다고 기록되어 있다.

## 같이 보기
- 워싱턴 회담 (동음이의)
- 제2차 세계 대전 연합국 회담 목록
- 윈스턴 처칠의 의회 연설 (1943년)

## 더 읽어보기
- 트라이던트 회담 주요 참석자 목록
- 제2차 세계 대전 연합국 작전 암호명 목록

틀:윈스턴 처칠